# Tragia ramosa
Tragia ramosa là một loài thực vật có hoa trong họ Đại kích. Loài này được Torr. miêu tả khoa học đầu tiên năm 1828.

## Hình ảnh

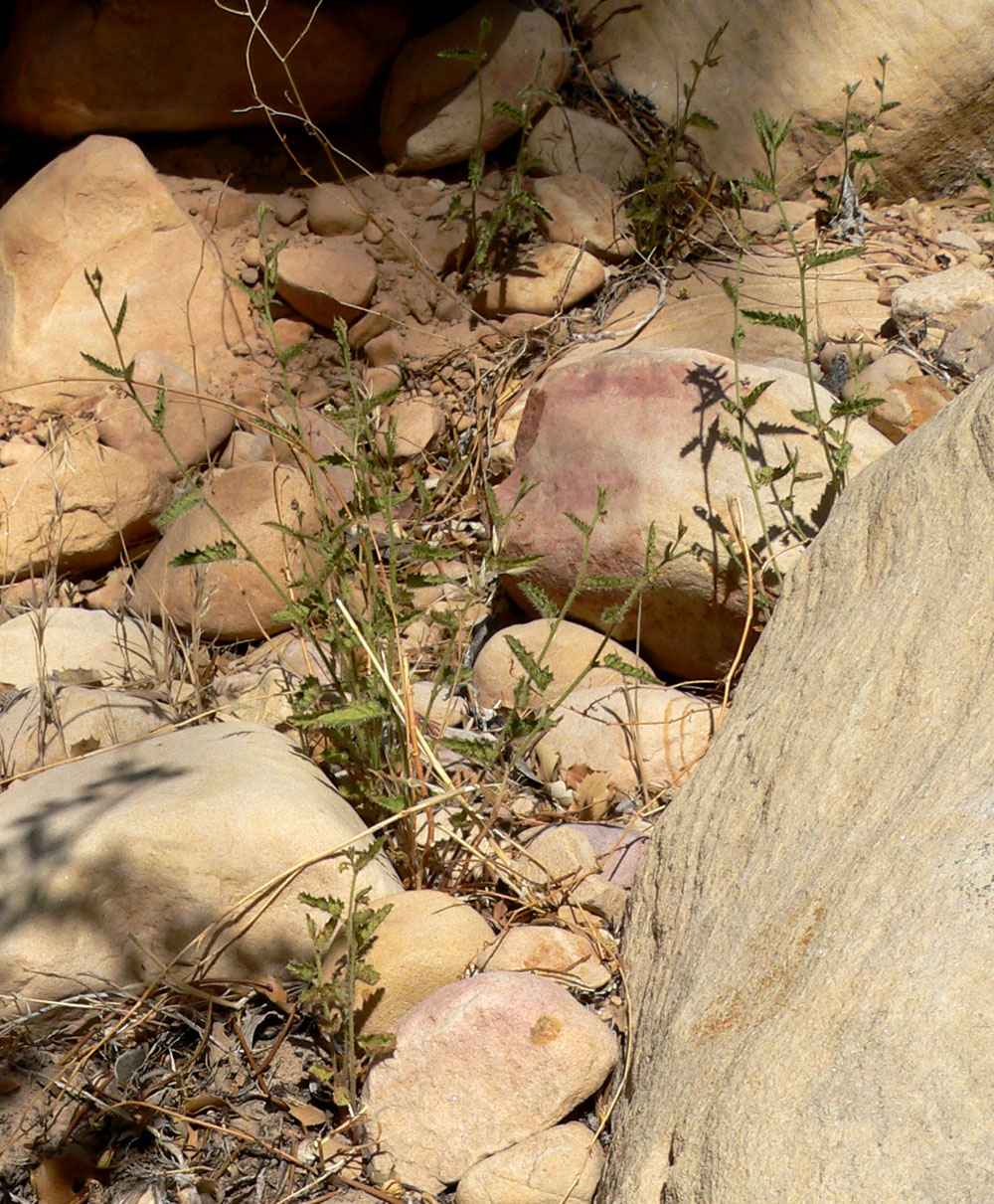
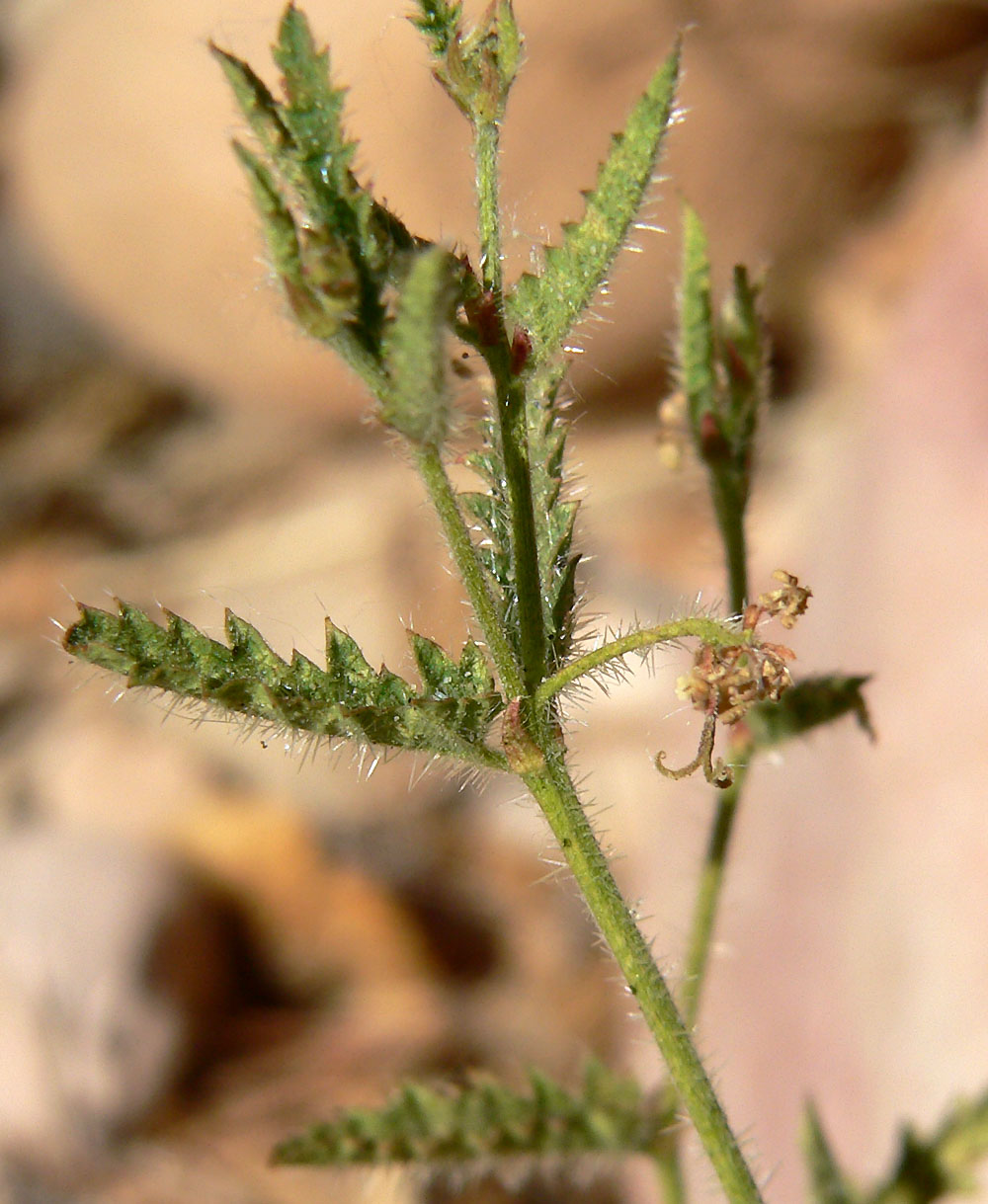
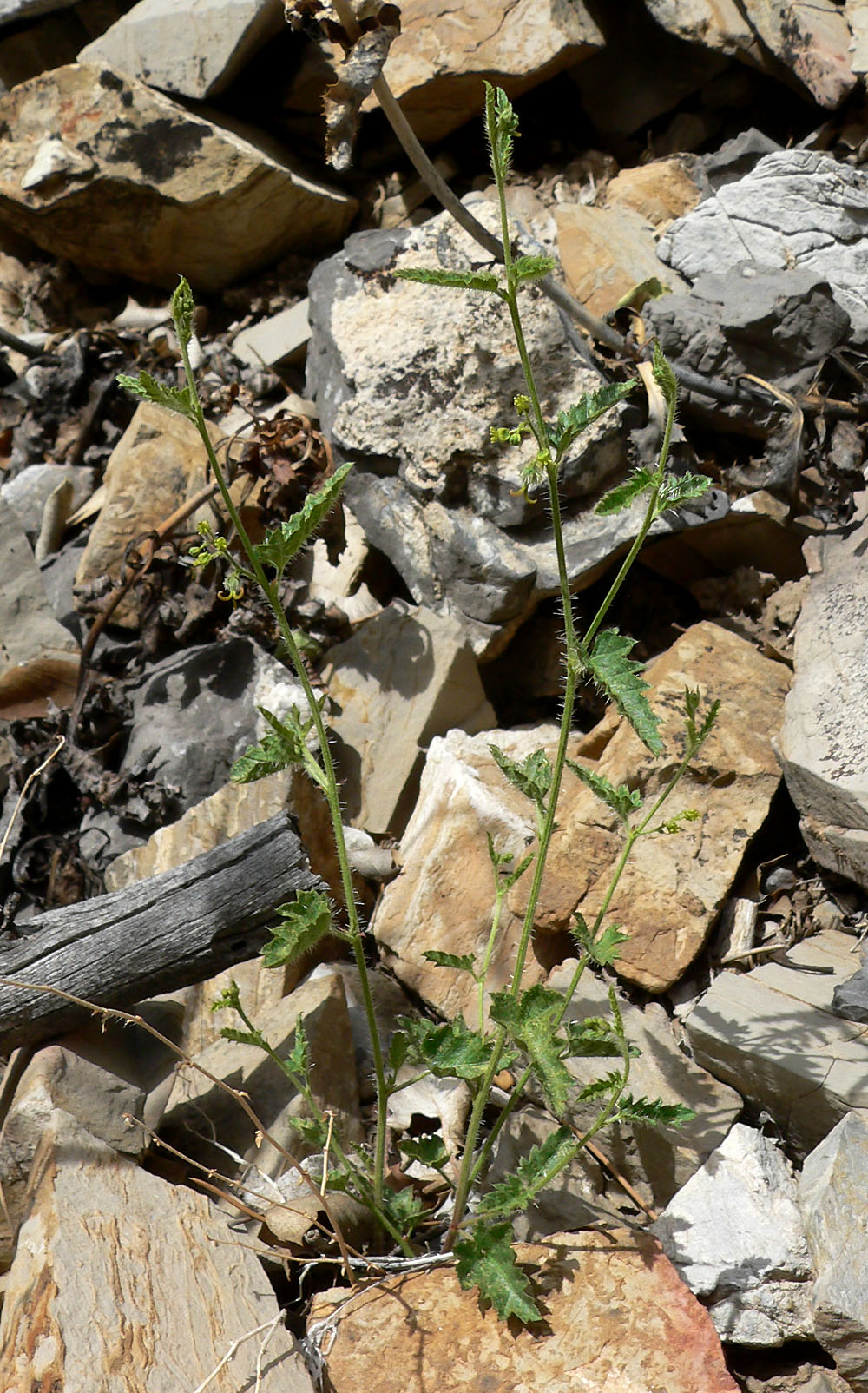
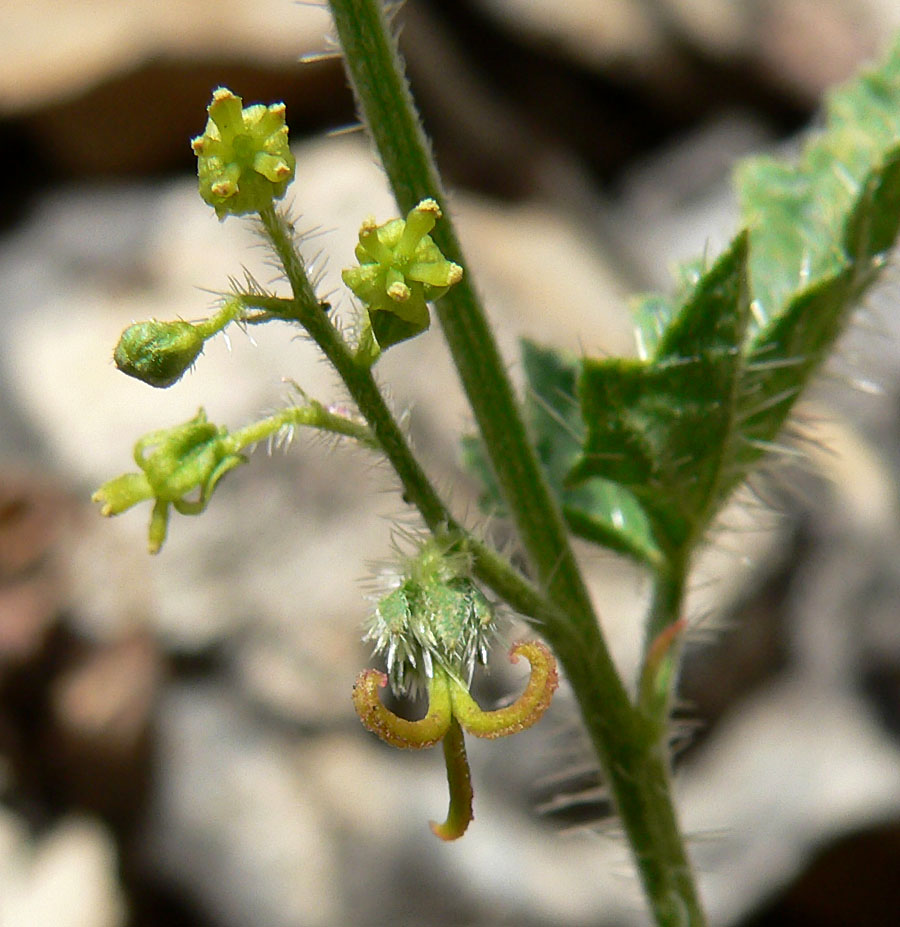